# Атанас Илков
 Тази статия е за българския режисьор.  За полицая вижте Атанас Илков (полицай).  
Атанас Любенов Илков е български режисьор.

## Биография
Атанас Любенов Илков е роден на 27 декември 1924 година в гр. София. През 1951 г. завършва ВИИ и през 1956 г. режисура при проф. Желчо Мандаджиев и Боян Дановски във ВИТИЗ „Кръстьо Сарафов“.

## Ранни години
Като студент изкарва прехраната си като работник, шофьор, музикант, а от 1947 г. – като артист в театъра на Мара Пенкова. Работи в Драматичен куклен театър – София, Драматичен театър – Благоевград, главен режисьор в ЦКТ от 1958 година.

## Творческо развитие
През 1962 г. във ВИТИЗ „Кр. Сарафов“ се открива отдела за професионално обучение на актьори и режисьори за куклените театри. Един от основателите е Атанас Илков.
От 1962 г. преподава куклено театрално изкуство във ВИТИЗ „Кр. Сарафов“. От 1969 г. е доцент, а през 1982 година получава научната степен професор.
Проф. Илков изнася лекции в Япония, Германия, Франция, Югославия. Ръководи курсове във Франция и Испания. Гастролира с куклени постановки в Куба, Чехия, Югославия, Испания, Франция и Германия.
В неговата творческа, научна и педагогическа дейност могат да се проследят етапите на разглеждане и изясняване на естетическата природа на куклата и кукленото изкуство, утвърждаването на принципите и пътищата на кукления театър.
Атанас Илков създава поколения от най-добрите български актьори, които продължават да представят България по цял свят.
В кукления театър, Атанас Илков поставя първия спектакъл за възрастни „Съкровището на Силвестър“ – Анжел Вагенщайн. Спектакълът има небивал успех. Истинско събитие в културния живот на София. Опашки за билети се редят месеци наред.
„Когато през есента на 1947 г. попаднах в театъра на Мара Пенкова като музикант, най-малко предполагах, че Кукленият театър ще се превърне в моя съдба. Скоро театърът беше одържавен и пое път към професионалното си развитие. Бяхме един файтон хора в София и още един – в Пловдив. Ние с „петрушки“, а Георги Сараванов в Пловдив – като бивш цирков артист – с „марионетки“. В театъра всички правехме всичко: шиехме, скулптирахме, кукли, декори, осветление, музика – всичко. В художествено отношение обаче все още си бяхме любители. Пък и професията ни по това време се оказа не от най-престижните – куклар. Нещо като бръснар, обущар, говедар, свинар и т.н. С други думи повече занаят, отколкото изкуство.“
Проф. Атанас Илков е носител на национални и международни награди и различни държавни отличия.
Умира на 26 април 2013 г. след продължителна битка с болестта на Алцхаймер.

## Постановки

### Драматичен театър Благоевград
- „Хъшове“ – Ив. Вазов
- „На добър час“ – В. Розов

### Народен театър за младежта
- „Обърни се с гняв назад“ – Дж. Осбърн
- „Стъклената менажерия“ – Т. Уилямс

### Драматичен театър Бургас
- „Стъклената менажерия“ – Т. Уилямс

## Постановки в кукления театър
- „Макс и Мориц“ – по В. Буш
- „Съкровището на Силвестър“ – Ан. Вагенщайн (спектакъл за възрастни)
- „За една обикновена шапчица червена“ – сценарий Ат. Илков
- „За граховото зърно“ – сценарий Ат. Илков
- „Копче за сън“ – В. Петров
- „Светлосиният Петър“ – У. Гюла
- „Шестте пингвинчета“ – Б. Априлов
- „Есенна скука“ – Н. Некрасов (спектакъл за възрастни)
- „Пикник на бойното поле“ – Ф. Арабал (спектакъл за възрастни)
- „Куцото петле“ – Р. Москова
- „Папагалчето Пай“ – Й. Тодоров

## Филмография

### Като актьор
- „Две победи“ (1956)